# Bistum Nuestra Señora de la Altagracia en Higüey
Das Bistum Nuestra Señora de la Altagracia en Higüey (lat.: Dioecesis A Domina Nostra vulgo de la Altagracia in Higüey, seu Higueyensis, span.: Diócesis de Nuestra Señora de la Altagracia en Higüey) ist eine in der Dominikanischen Republik gelegene römisch-katholische Diözese mit Sitz im Marienwallfahrtsort Higüey. 

## Weblinks

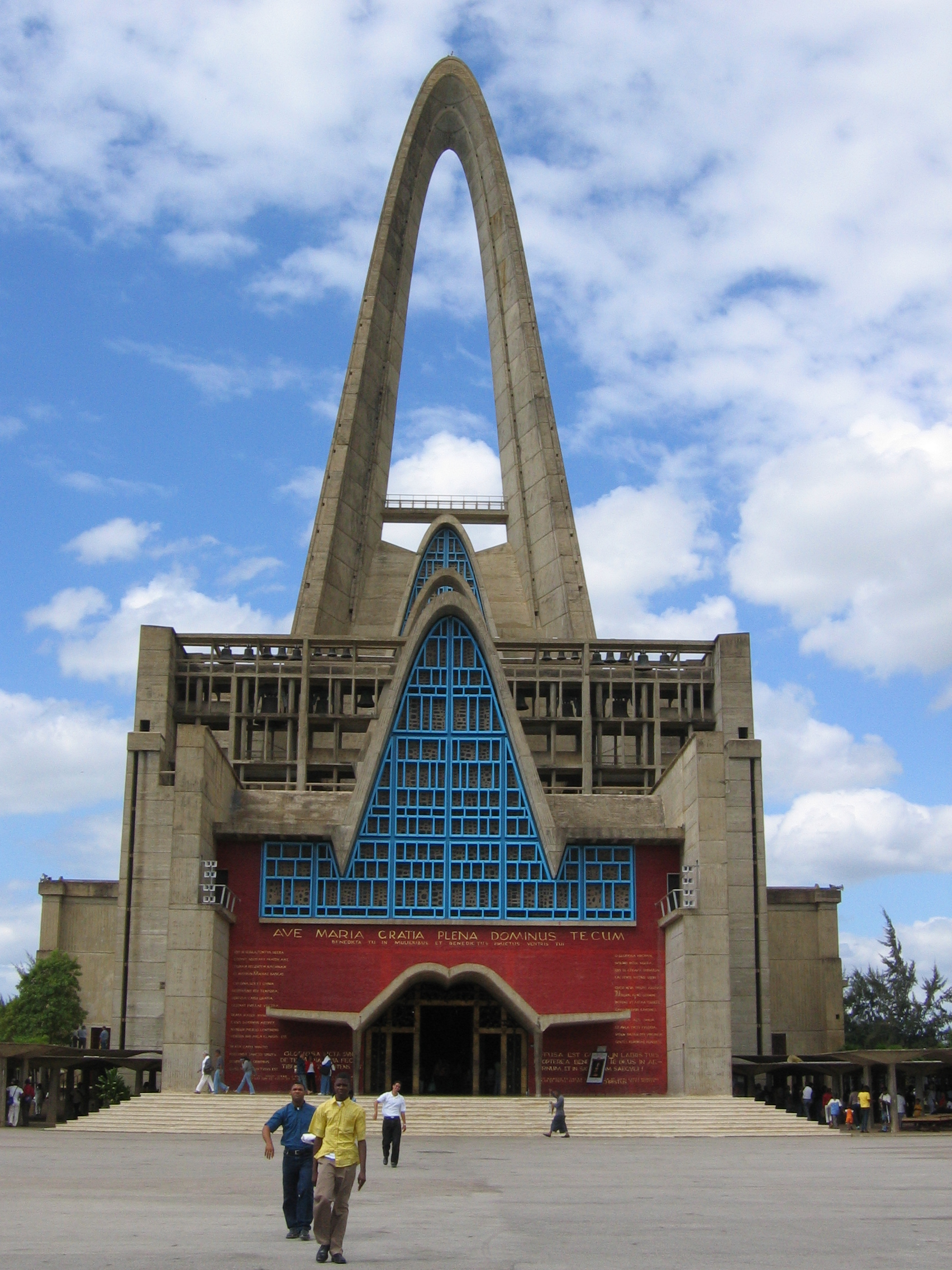
Kathedrale Nuestra Señora de la Altagracia in Higüey

## Geschichte
Das Bistum wurde am 1. April 1959 durch Papst Johannes XXIII. mit der Päpstlichen Bulle Solemne est nobis aus Gebietsabtretungen des Erzbistums Santo Domingo errichtet und diesem als Suffraganbistum unterstellt. Am 1. Februar 1997 gab das Bistum Nuestra Señora de la Altagracia en Higüey Teile seines Territoriums zur Gründung des Bistums San Pedro de Macorís ab.

## Bischöfe von Nuestra Señora de la Altagracia en Higüey
- Juan Félix Pepén y Solimán, 1959–1975
- Hugo Eduardo Polanco Brito, 1975–1995
- Ramón Benito de La Rosa y Carpio, 1995–2003, dann Erzbischof von Santiago de los Caballeros
- Gregorio Nicanor Peña Rodríguez, 2004–2020
- Jesús Castro Marte, seit 2020